# Marc Sorel
Marc L. Sorel est un pilote automobile de course français des années 1900, de voitures de tourisme essentiellement, puis de Grand Prix, pour la marque De Dietrich.

## Carrière
En 1904, Sorel effectue en fin d'année un raid rapide préliminaire sur le trajet Paris-Moscou, en compagnie d'Henri Rougier.
Il remporte ensuite le raid Delhi-Bombay (fait de Reliability-Trials),, disputé du 26 décembre 1904 au 2 janvier 1905, puis avec une 24HP la Coupe des Pyrénées organisée du 20 au 27 août 1905 (sur le trajet en boucle Toulouse-Béziers-Perpignan-Prades-Foix-Saint-Girons-Luchont-Argeles-Oloron-Biarritz-Bayonne-Orthez-Pau-Tarbes-Saint-Gaudens-Muret-Toulouse).
Il devient le premier français classé à l'Herkomer-Konkurrenz (de), le 12 juin 1906, après avoir terminé le 4 juin sixième de la Coupe Rochet-Schneider, sur une Herald 16 hp.
Ses excellents résultats en Tourisme de 1904 à 1906 lui permettent alors d'obtenir un volant sur la Lorraine-Dietrich 130HP, désormais en Grands Prix.
Au Circuit des Ardennes de Bastogne, le 13 août 1906, il participe au triomphe des quatre Lorraine-Dietrich 130HP engagées. Toutes terminent dans les sept premières voitures classées, aux rangs impairs (vainqueur Arthur Duray, troisième Henri Rougier, cinquième Fernand Gabriel). Sorel est alors septième, avec un temps de 6 heures et quatre minutes, à 26 minutes du premier après 961 kilomètres parcourus.
Il devient ensuite recordman du trajet Paris-Nice en avril 1907, en 16 heures et 15 minutes (tourisme de nouveau, pour 977 kilomètres parcourus).
Il participe enfin à l'édition 1907 de la Targa Florio, le 1er septembre à Brescia, épreuve cette année-là réservée aux véhicules ayant participé au Kaiserpreis à la mi-juin. Il pilote ici exceptionnellement une Isotta Fraschini B 28-35HP, mais il doit abandonner dès le premier tour.

## Galeries

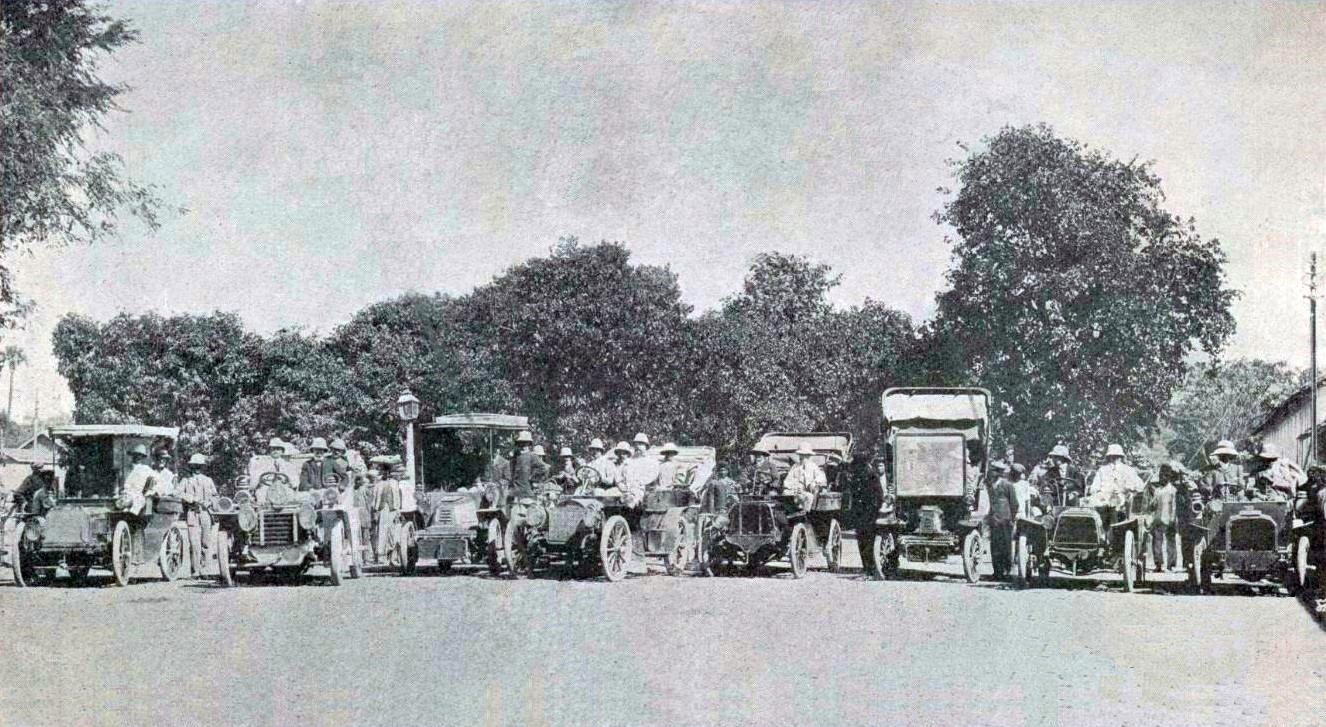
Raid Dehli-Bombay 'Reliability-Trails' du 26 décembre 1904 au 2 janvier 1905, 38 concurrents (dont 19 véhicules français) - étape de Kalyan;
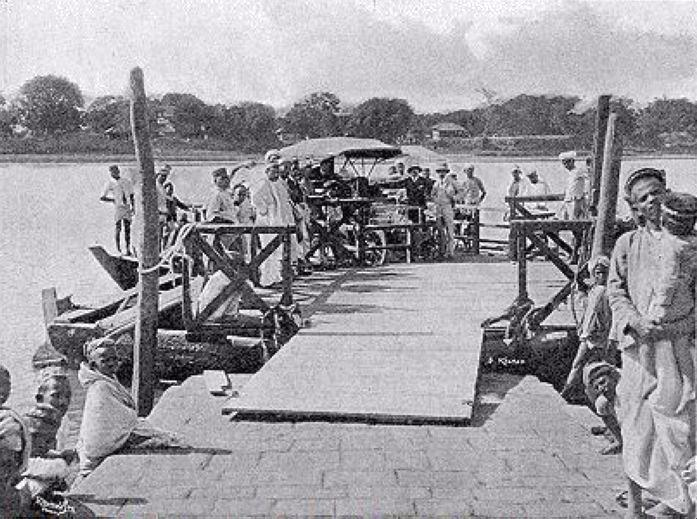
Voiture passant le gué d'un fleuve lors du raid Dehli-Bombay;
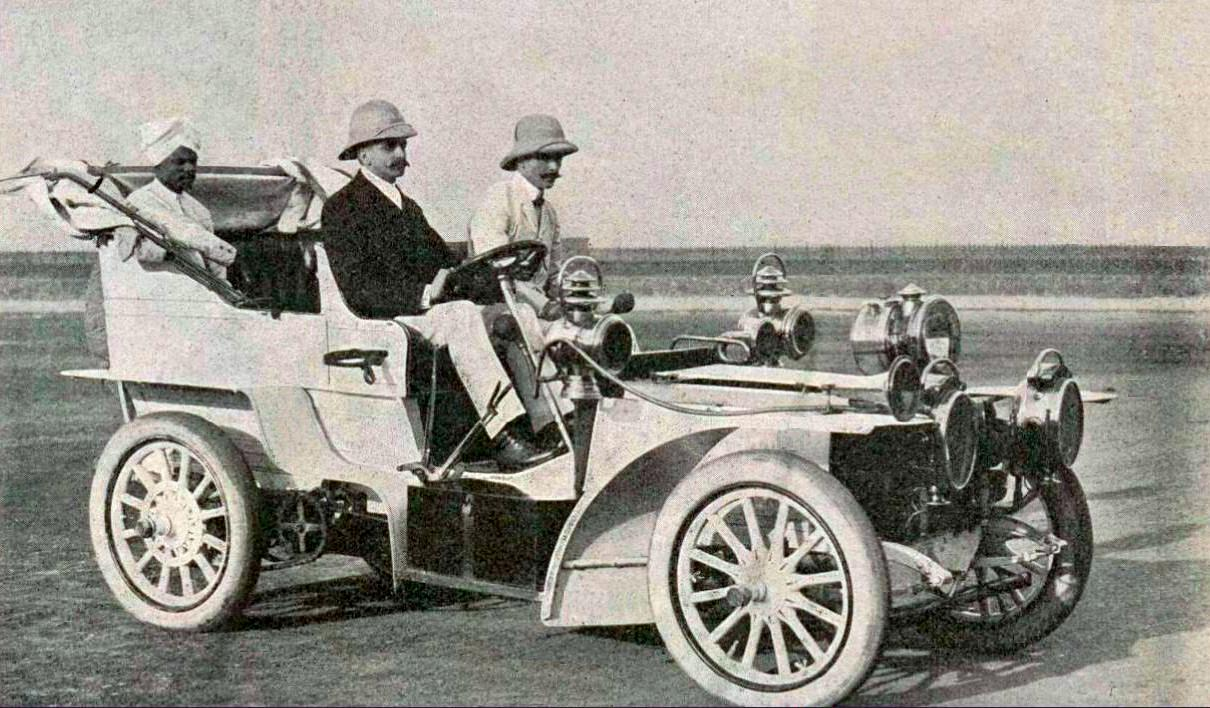
Marc Sorel, victorieux du Dehli-Bombay 1905, sur De Dietrich tourisme;
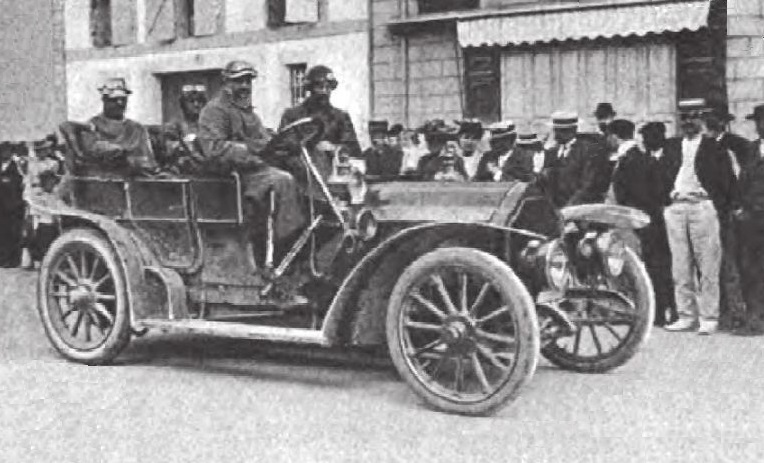
Marc Sorel, victorieux de la Coupe des Pyrénées 1905 encore avec une De Dietrich tourisme;
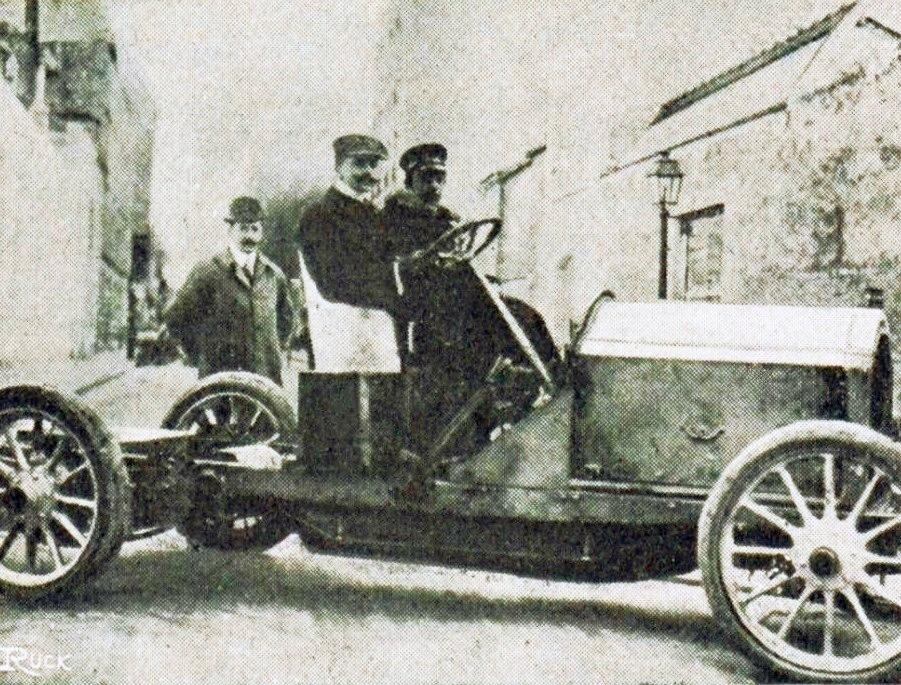
Marc Sorel, toujours lors de la Coupe des Pyrénées 1905.
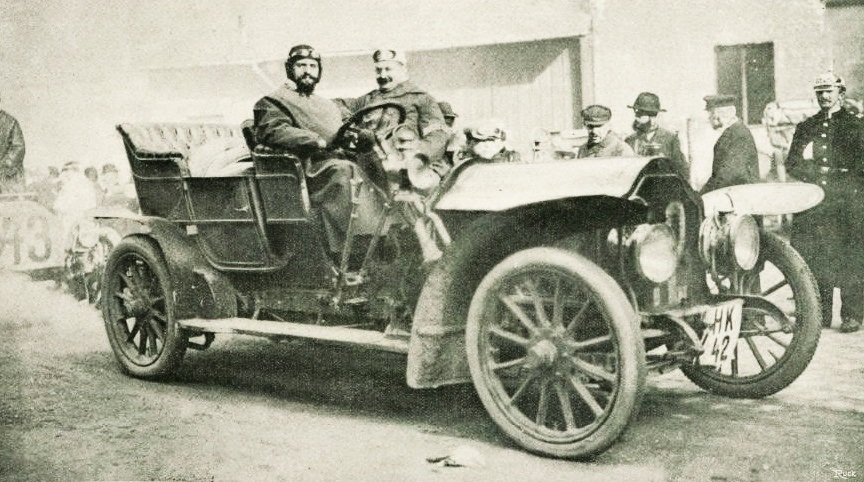
Marc Sorel, ici classé à l'Herkomer Konkurrenz 1906 sur sa Lorraine-Dietrich.

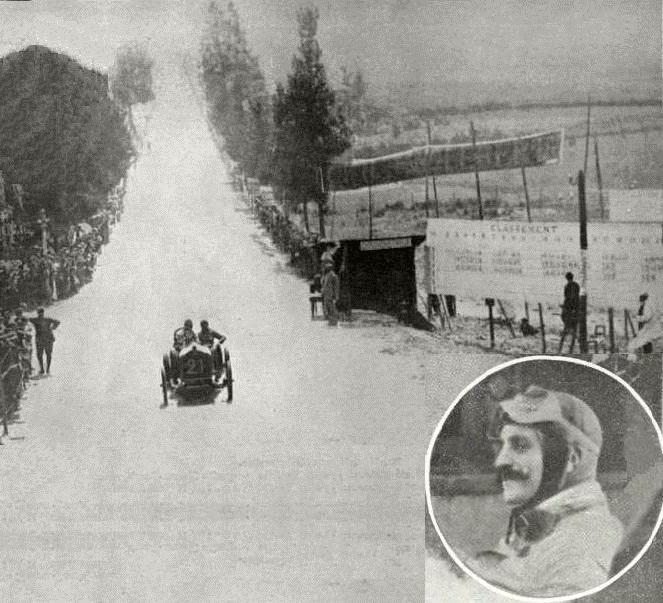
Marc Sorel, dans la ligne droite du circuit des Ardennes 1906 (et en médaillon).
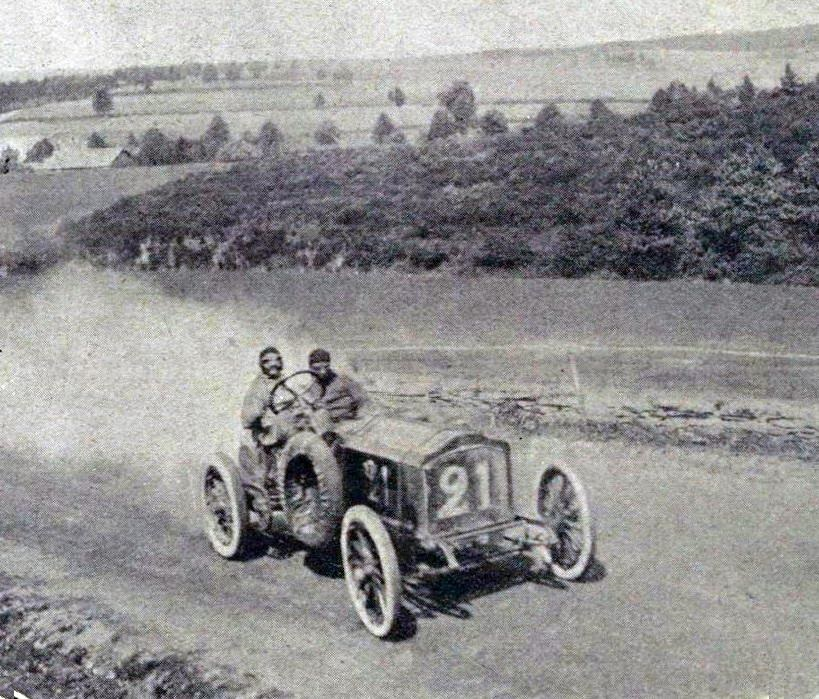
Marc Sorel, au virage de Longlier (circuit des Ardennes 1906).
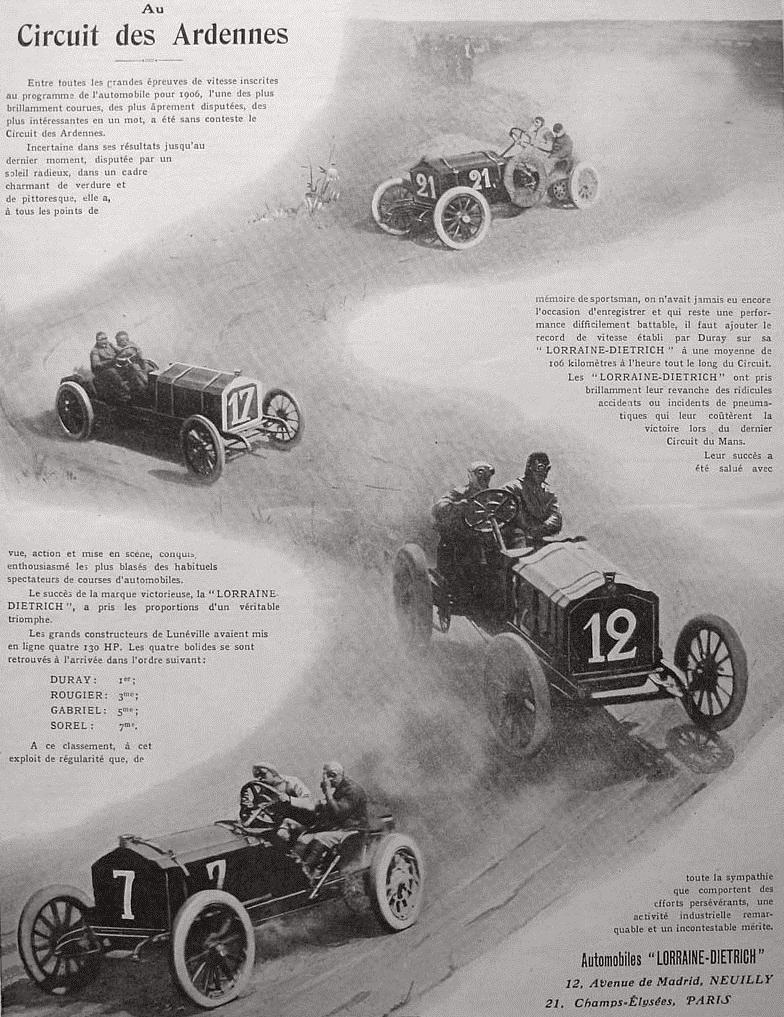
Publicité Lorraine-Dietrich après le Circuit des Ardennes d'août 1906 (les 4 voitures 130HP engagées sont classées dans les 7 premiers).
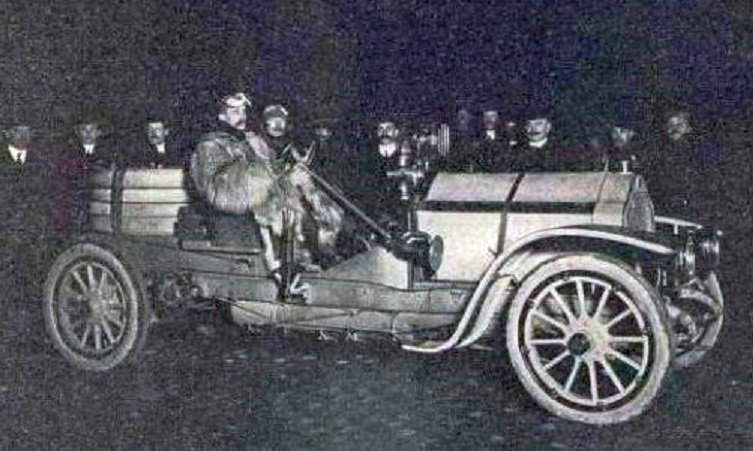
Marc Sorel, après avoir rallié Nice depuis Paris en 1907.
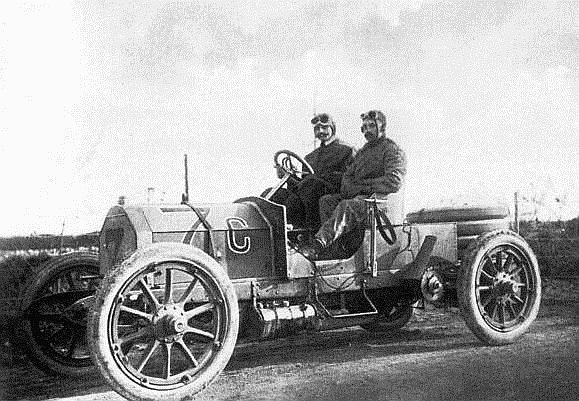
Marc Sorel, sur Isotta Fraschini B 28-35HP en 1907 à la Targa Florio.